# Hastatis denticollis
Hastatis denticollis là một loài bọ cánh cứng trong họ Cerambycidae.